# Omalium riparium
Omalium riparium is een keversoort uit de familie van de kortschildkevers (Staphylinidae). De wetenschappelijke naam van de soort is voor het eerst geldig gepubliceerd in 1857 door Carl Gustaf Thomson.